# Керимов, Эмиль Зульфугар оглы
Эмиль Зульфугар оглы Керимов (азерб. Emil Zülfüqar oğlu Kərimov; род. 26 июля 1966, Баку) — азербайджанский дипломат. Посол Азербайджана в Кувейте.

## Биография
Родился 26 июля 1966 года в Баку. В 1988 году окончил Азербайджанский государственный университет, исторический факультет.
С сентября по ноябрь 1996 года окончил курсы для дипломатов (Анкара, Турция). С мая по июль 1997 года окончил курсы английского языка в Йоркском университете святого Джона.
С 1988 по 1995 год — главный лаборант, младший научный сотрудник Института истории имени А. Бакиханова.
С 1995 по 1998 год — 3-й секретарь управления Европы, США и Канады МИД Азербайджана.
С 1998 по 2002 год — секретарь посольства Азербайджана в Турции. С 2002 по 2004 год — советник посольства Азербайджана в Турции. 
В 2004 году — заместитель начальник восточного управления МИД Азербайджана.
29 сентября 2004 года присвоен ранг чрезвычайного и полномочного посла.
Посол Азербайджана в Италии (29 сентября 2004 — 11 октября 2010). Одновременно являлся послом Азербайджана на Мальте (1 ноября 2005 — 11 октября 2010) и в Сан-Марино (7 октября 2005 — 11 октября 2010).
Посол Азербайджана в Болгарии (11 октября 2010— 23 декабря 2015).
С 2016 по 2020 год — начальник секретариата МИД Азербайджана. С 2020 по 2021 год — заместитель начальника управления МИД Азербайджана по регионы Европы, начальник отдела МИД Азербайджана по Южной Европе. 
Посол Азербайджана в Кувейте (с 19 августа 2022).

## Награды
- Медаль «Прогресс» (9 июля 2019 года) — за плодотворную деятельность в органах дипломатической службы Азербайджанской Республики[9].